# Gefängnis Suai

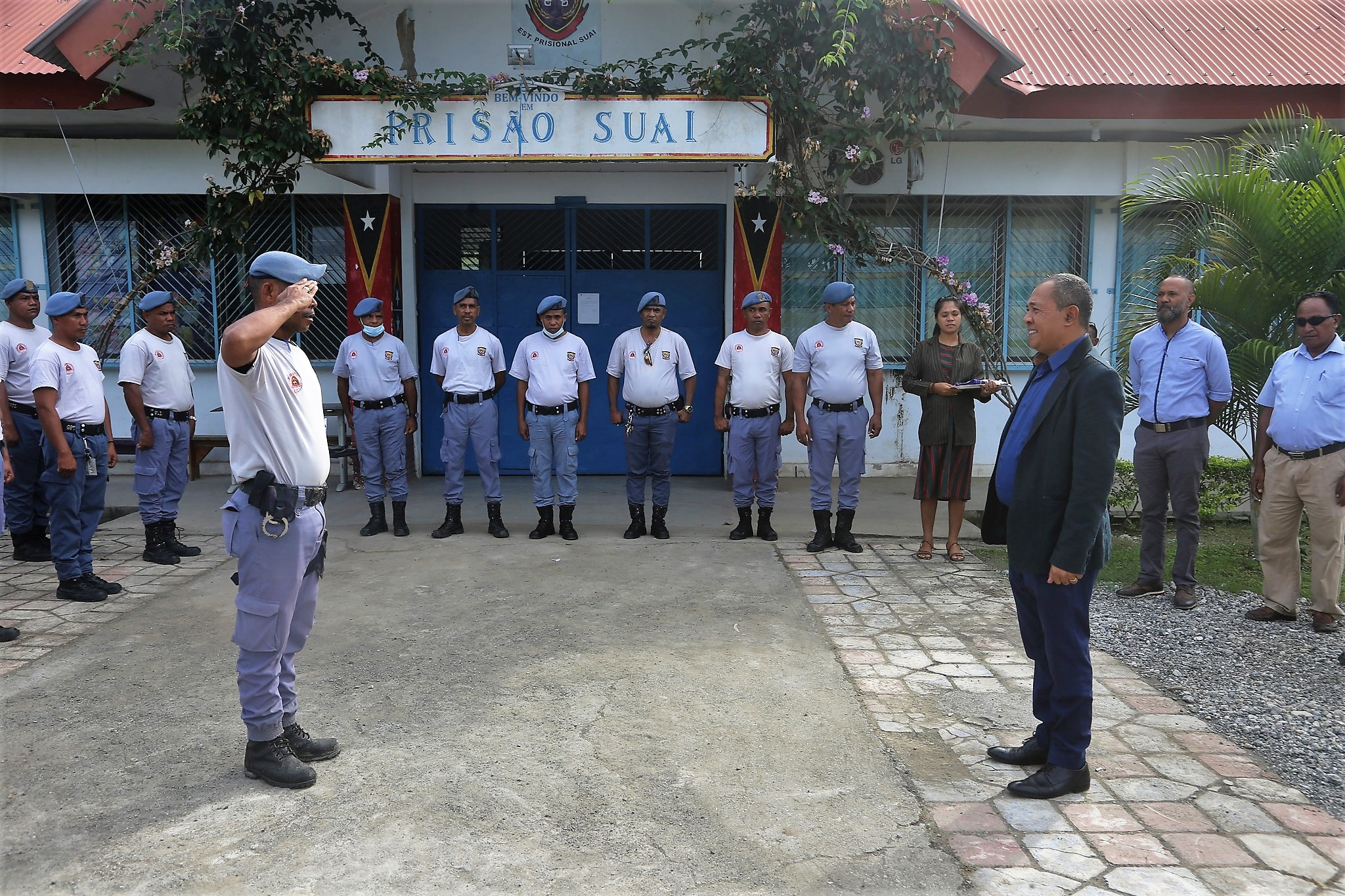
Justizminister Tiago Amaral Sarmento besucht das Gefängnis Suai

Das Gefängnis von Suai (portugiesisch Prisão de Suai) ist eine Haftanstalt in Osttimor. Im Jahr 2022 saßen in dem Gefängnis 110 Straftäter, davon befanden sich 85 Personen in Sicherungsverwahrung.

## Geschichte
Mit dem Bau des Gefängnisses wurde 2014 begonnen und 2016 abgeschlossen. Im Mai 2017 wurde es eingeweiht. Im Juli 2022 mussten die Insassen des Gefängnisses aufgrund von Überschwemmungen evakuiert werden.